# Peter Christian Skovgaard
Pour les articles homonymes, voir Skovgaard.
 (mars 2018).
Si vous disposez d'ouvrages ou d'articles de référence ou si vous connaissez des sites web de qualité traitant du thème abordé ici, merci de compléter l'article en donnant les références utiles à sa vérifiabilité et en les liant à la section « Notes et références ».

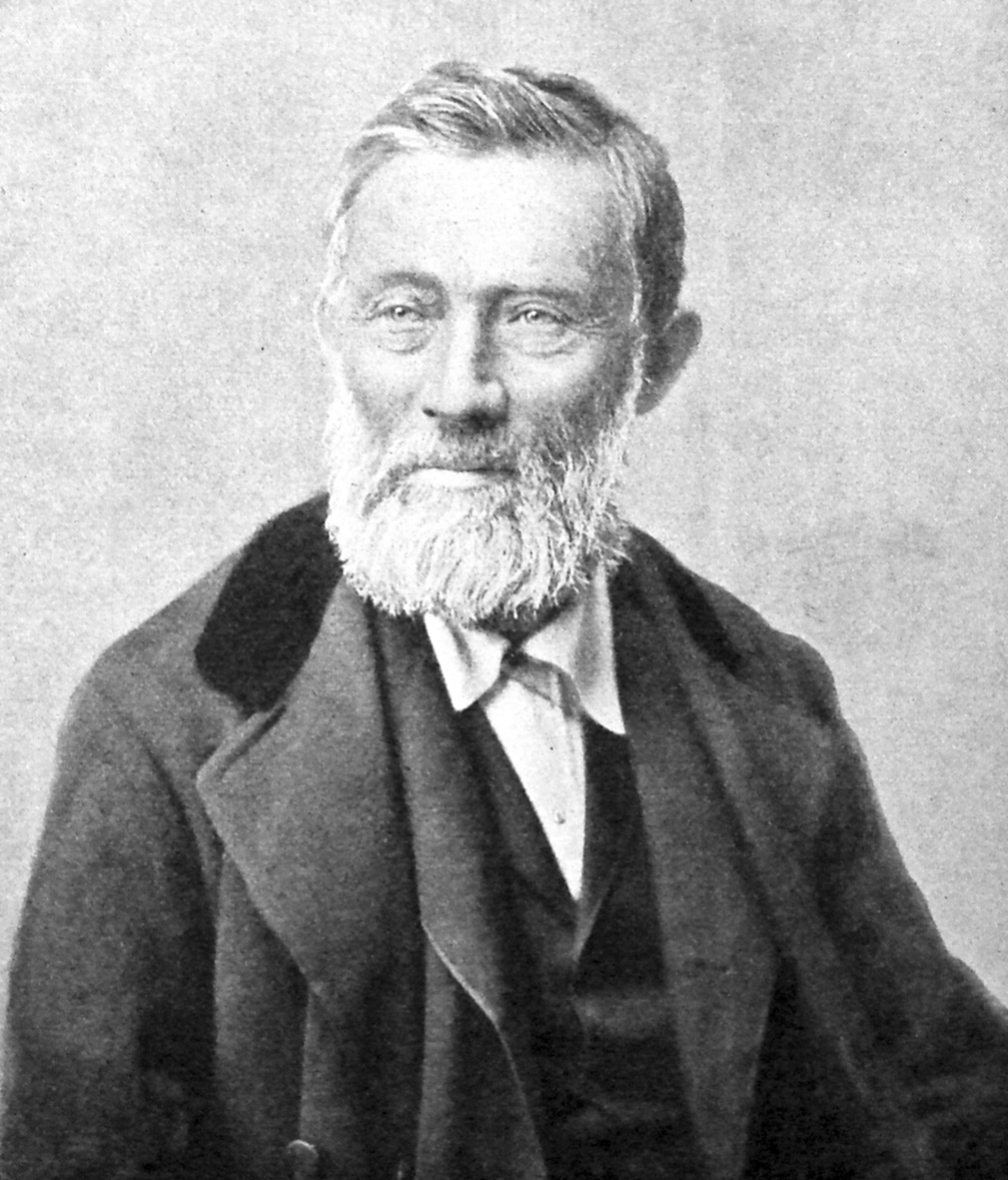
Peter Christian Thamsen Skovgaard (4 avril 1817–13 avril 1875), peintre paysagiste danois.

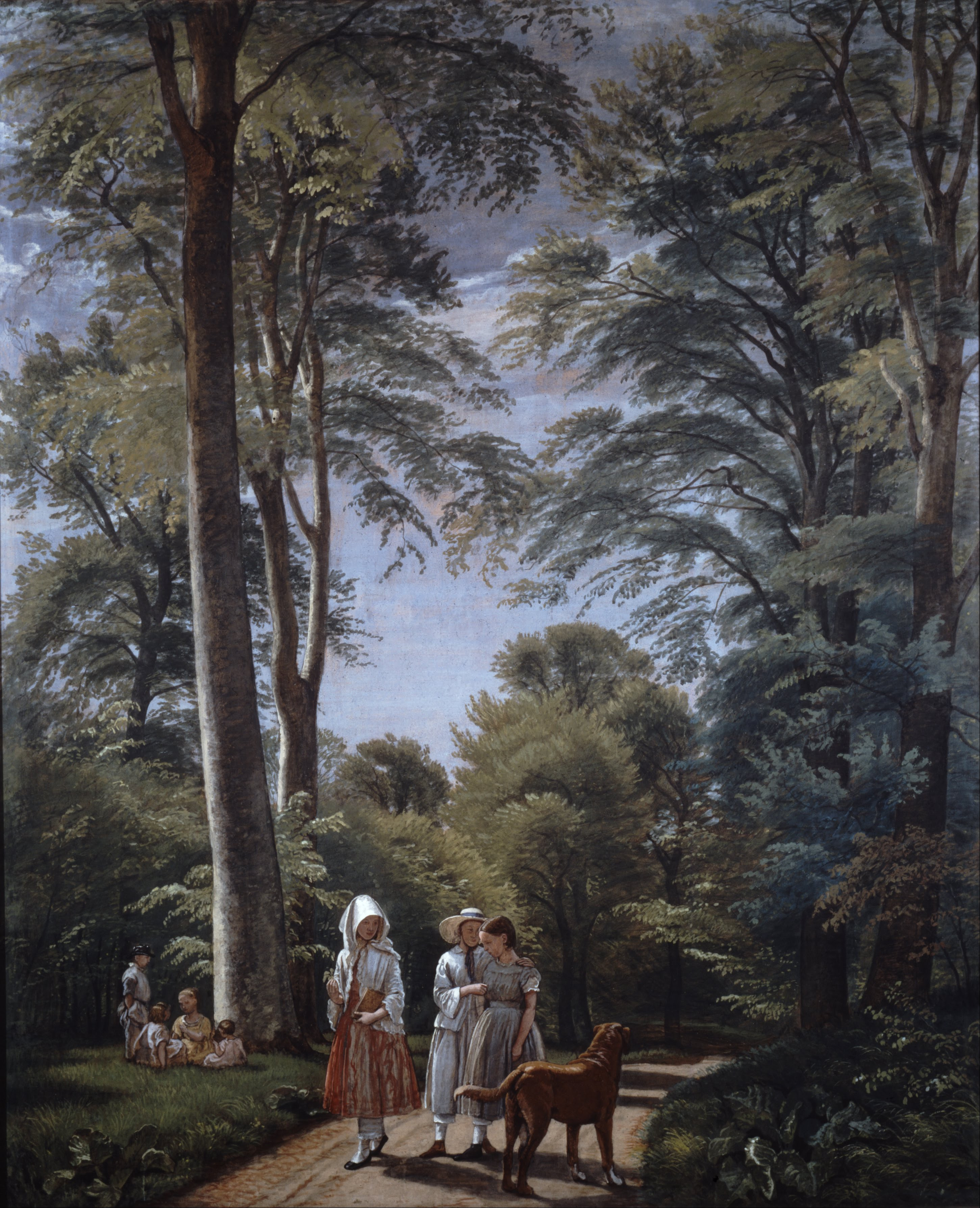
Une hêtraie en mai (Bøgeskov i maj), tableau de Peter Christian Skovgaard.

Peter Christian Thamsen Skovgaard (alias P.C. Skovgaard), né le 4 avril 1817 au Danemark et mort le 13 avril 1875 à Copenhague, est un artiste peintre danois.

## Biographie
Son père s'appelle Tham Masmann Skovgaard et sa mère se dénomme Cathrine Elisabeth.
Au cours de sa vie il a eu trois enfants : Joakim Skovgaard, Niels Skovgaard, Susette Holten.
Il a étudié à l'académie royale des beaux-arts du Danemark.
Il a notamment peint beaucoup de paysages.